# ウィステリア通り
ウィステリア通り（英: Wisteria Lane）は、アメリカ合衆国のABC系列で放送されているテレビドラマ『デスパレートな妻たち』の舞台となる架空の道路。

## 概要

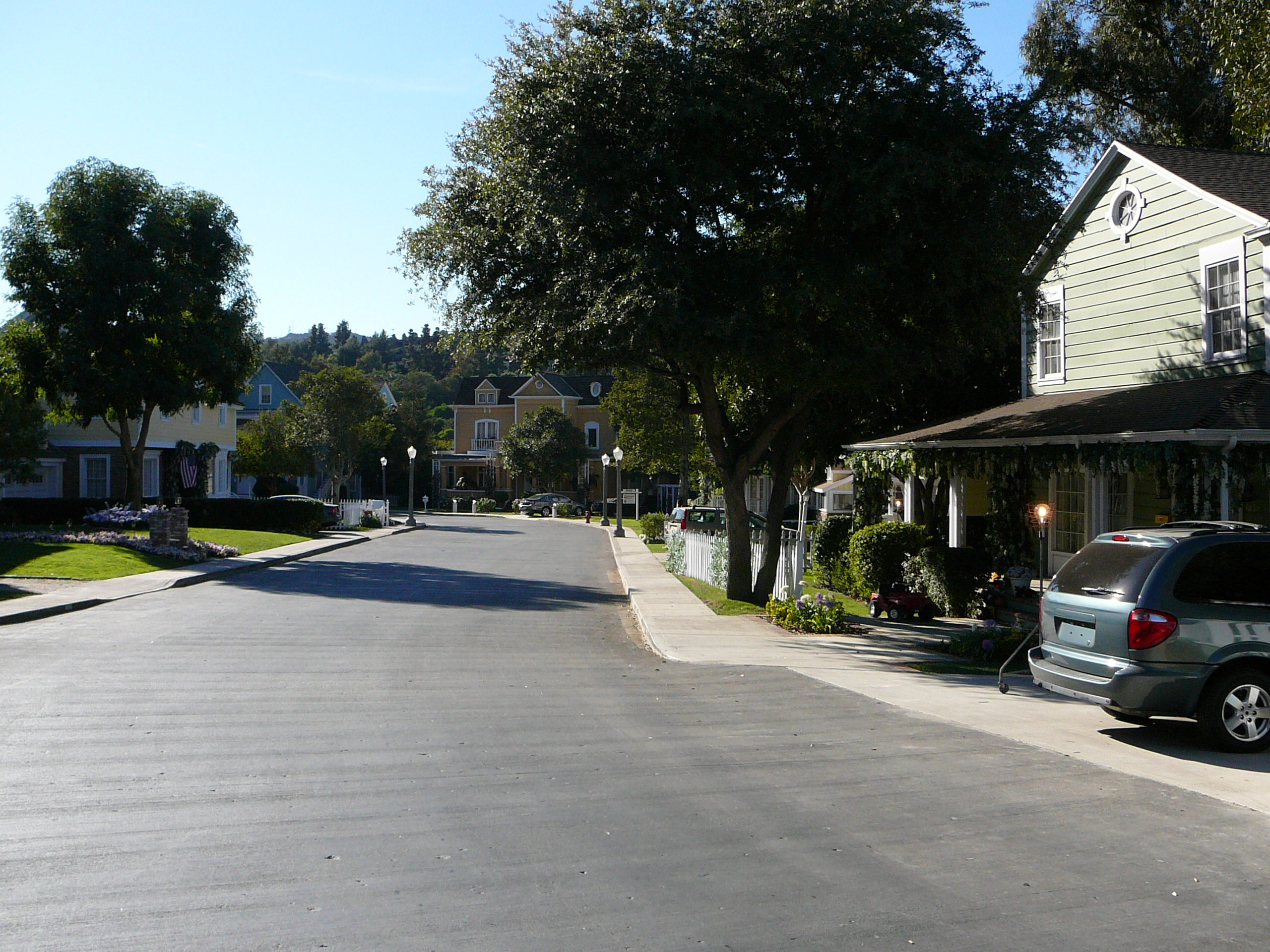
ウィステリア通りの舗装

『デスパレートな妻たち』の主な登場人物たちがウィステリア通りに面した家に住んでいるという設定である。
ユニバーサル・スタジオ・ハリウッド内に設置されており、構造はクルドサック状になっている。同スタジオ・ツアーでは、道路そのものは「Colonial Street」、行き止まりの円状部分は「Circle Drive」と呼ばれている。
Circle Driveにはかつて、いくつかの建物が並んでいたが、『デスパレートな妻たち』のシーズン1の画面には登場せず、同シーズン2の撮影開始前に撤去されて公園に置き換えられた。
Colonial Streetは、他の作品の撮影にも利用されることがある。例えば、「スーザンの家」は『ディープ・インパクト』に、「ブリーの家」は『プロビデンス』に、それぞれ登場する。

## 設定

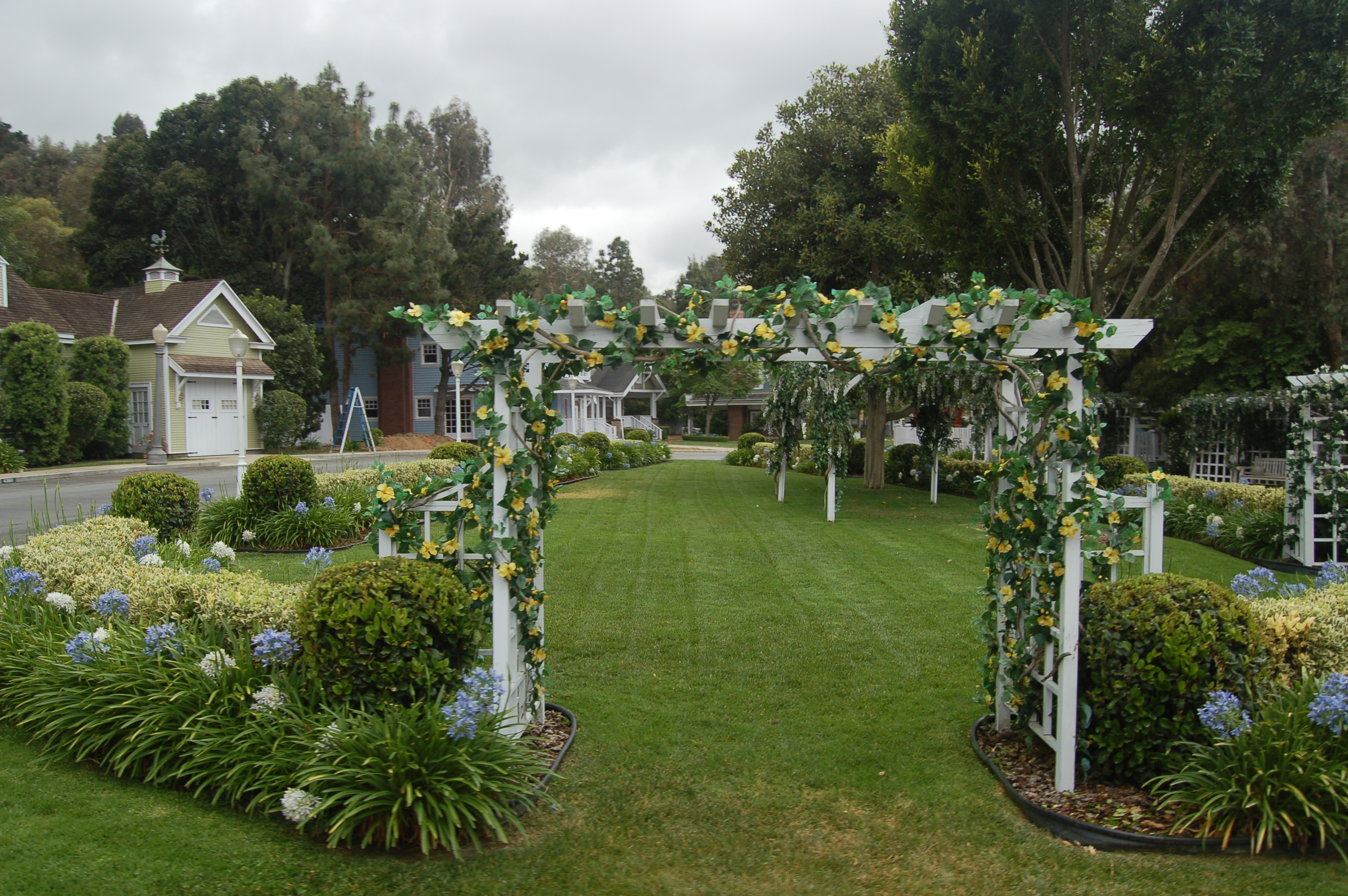
ウィステリア公園

『デスパレートな妻たち』の劇中では、「鷲の州（Eagle State）」にあるフェアビュー市（City of Fairview）という架空都市の郊外に位置する。クルドサックが舗装された典型的な米国郊外の住宅地で、ほとんどの邸宅は1940年代から1950年代に建設されたとされる。
「Eagle State」というのは、エピソードによって、州のニックネーム扱い（「the eagle state」）であったり、州名そのもの（「Eagle State」またはその略の「ES」）と思われる描写もある。その具体的な位置は明らかにされていないが、シーズン2第15話で、スーザンが地図上でコネティカット州とバーモント州の間を縦断する米国国道7号線（US-7 route）を指したことから、カナダ国境の東部に位置しているのではないかと推測されている。
実存するアメリカの50州にはそれぞれ公式ニックネームがあるが、その中に「Eagle State」は含まれていない。ちなみに、鷲はアメリカの国鳥（正確にはハクトウワシ）である。
フェアビュー地域の気候は基本的に温暖で、少なくとも劇中で雪が降ったことはない。雨もあまり降らないが、時折、大量に降ることがあり、竜巻が発生することもある。また、近郊には山、森、湖などがある。
ユニバーサル・スタジオのオフィシャルサイトによるウィステリア通りの外観は下記のようなものである。  

### 住人
- シーズンによって住人が入れ替わることがある。
- 住人と家主は必ずしも一致しない。
- シーズン4とシーズン5の間には5年の歳月が流れているという設定で、その間の詳しい変遷は不明。
- 公式な日本語表記が未定または不明なキャラクター名は原語表記とする。

| 住所     | 住人 |
| -------- | --- |
| 4347番地 | アイダ・グリーンバーグ（シーズン1〜4） Mitzi Kinsky（シーズン6以降） |
| 4349番地 | カルロス&ガブリエル・ソリス夫妻 |
| 4350番地 | マーサ・フーバー（シーズン1） イーディ・ブリット（一時的にマーサと同居） フェリシア・ティルマン（シーズン2） アンドリュー・バン・デ・カンプ & Alex Cominis（シーズン5以降）  |
| 4351番地 | エドウィン・マリンズ夫妻（シーズン1） ベティ・アップルワイト一家（シーズン2） ボブ・ハンター & リー・マクダーモット（シーズン4以降）                                         |
| 4352番地 | ヤング一家（シーズン1&2） アート・シェパード（シーズン3） マイク・デルフィーノ（シーズン5） ボーレン親子（シーズン6）                                                        |
| 4353番地 | メイヤー親子（シーズン7を除く） マイク・デルフィーノ（シーズン3、4、6、8） ポール・ヤング（シーズン7）                                                                       |
| 4354番地 | バン・デ・カンプ一家 オーソン・ホッジ（シーズン3〜6） |
| 4355番地 | スカーボ一家 |
| 4356番地 | リリアン・シムズ（元々の持ち主） マイク・デルフィーノ（シーズン1〜3） キャサリン・メイフェア（シーズン4〜6） フェリシア・ティルマン（シーズン7&8） Ben Faulkner（シーズン8） |
| 4358番地 | カレン・マクラスキー Roy Bender（シーズン6以降） |
| 4362番地 | イーディ・ブリット（シーズン1〜5） カール・メイヤー（シーズン2） レネ・ペリー（シーズン7&8）                                                                                 |